# Forsskaolea procridifolia
Espèce
Synonymes
- Forsskaolea procridifolia var. microphylla J.A.Schmidt[1]

Statut de conservation UICN

 NT  : Quasi menacé
Forsskaolea procridifolia est une espèce de plantes à fleurs de la famille des Urticacées endémique du Cap-Vert.

## Répartition et habitat
Cette espèce est présente sur les îles Santo Antão, São Vicente, Santa Luzia, São Nicolau, Sal, Maio, Santiago, Fogo et Brava. On la trouve du niveau de la mer jusqu'à 1 700 m d'altitude.

## Liste des variétés
Selon Catalogue of Life (17 janvier 2018) :
- variété Forsskaolea procridifolia var. microphylla